# Flight of the Navigator
Flight of the Navigator (br:O Voo do Navegador  pt: O Voo do Navegante ) é um filme realizado em co-produção por Estados Unidos e Noruega, do ano de 1986, dos gêneros ficção científica e aventura, dirigido por Randal Kleiser e escrito por Mark H. Baker, Michael Burton e Matt MacManus.
Foi um dos primeiros filmes de Hollywood a usar extensos efeitos CGI. O filme também é conhecido por ser uma das primeiras produções de Hollywood a apresentar uma trilha sonora inteiramente eletrônica, composta usando um Synclavier, um dos primeiros gravadores e samplers digitais.
O filme tornou-se um clássico cult, principalmente entre os fãs de ficção científica e da Disney. Em setembro de 2017, houve o anuncio de que um reboot de Flight of the Navigator estaria em andamento. Mais tarde, uma divulgação no Deadline anunciou que o projeto estava planejado para o Disney+, tendo Bryce Dallas Howard como diretora e produtora.

## Enredo
Na noite do dia 4 de julho de 1978, em Fort Lauderdale, Flórida, David Freeman, de 12 anos, caminha pela floresta em busca de seu irmão mais novo, Jeff, de 8 anos, quando ele acidentalmente cai em um barranco e fica inconsciente. Quando ele acorda e volta para casa, ele descobre que oito anos se passaram e agora estava no ano de 1986, depois de encontrar um casal morando em sua antiga residência. Impressionados por ter a mesma aparência da foto no cartaz de criança desaparecida, a polícia leva David até seus pais já idosos e seu irmão, Jeff, agora com 16 anos.
Enquanto isso, uma nave alienígena é encontrada nas proximidades de torres de transmissão e em seguida é capturada e levada as instalações da NASA. David é levado ao hospital para fazer exames, onde suas ondas cerebrais revelam imagens da nave espacial. Dr. Louis Faraday, que o estuda desde a sua chegada, convence David a visitar uma instalação de pesquisa da NASA por apenas 48 horas para fazer testes extras, prometendo-lhe que eles poderiam ajudá-lo a descobrir a verdade sobre o que aconteceu com ele. Faraday descobre que a mente de David está cheia de manuais técnicos alienígenas e mapas estelares cobrindo extensões da galáxia muito superiores as pesquisas feitas pela NASA. Diz aos cientistas que ele foi levado para um planeta chamado Phaelon, a 560 anos-luz de distância, em pouco mais de 2,2 horas. Eles percebem que ele experimentou severa dilatação do tempo como resultado de ter viajado mais rápido do que a velocidade da luz, explicando por que oito anos se passaram na Terra, mas não para ele. Ele é incapaz de compreender o que o Dr. Faraday lhe diz e foge da sala, fazendo com que o Dr. Faraday decida manter David confinado para terminar sua investigação.
Na manhã seguinte, após uma comunicação telepática entre ele e a nave espacial, David a e encontra e embarca secretamente nela e seu comandante robótico, "Trimaxion Drone Ship" (Max), que se refere a David como o "Navegador". Depois que eles escapam da instalação, Max diz a David que a sua missão era viajar através da galáxia, coletando espécimes biológicos, levá-los para Phaelon para análise, e depois devolvê-los para suas casas. Os cientistas de Phaelon descobriram que os humanos só utilizam 10% do seu cérebro e, como experimento, preencheram a parte restante de David com diversas informações, incluindo todos os gráficos estelares descobertos pelos astrônomos de Phaelon, alguns dos quais foram mostrados aos cientistas da NASA durante o interrogatório de David. Max então o devolveu à Terra, mas não o levou de volta ao seu próprio tempo, tendo determinado que um humano seria improvável de sobreviver a uma viagem de volta no tempo. Antes de deixar a Terra, Max acidentalmente bateu a nave espacial, apagando todos os mapas e dados do computador. Portanto, ele precisava da informação contida no cérebro de David para conseguir voltar para casa.
Enquanto Max programa a nave espacial para uma transferência mental, David conhece os outros espécimes alienígenas restantes a bordo, e se liga com um "Puckmaren", uma pequena criatura semelhante a um morcego que é a última de sua espécie depois que um cometa destruiu o seu planeta. Max realiza a transferência mental de David para readquirir os mapas estelares, mas no processo também contrai atributos emocionais humanos, fazendo com que Max se comporte semelhantemente a uma criança. Ele e David começam a brigar, e suas travessuras desencadeiam vários relatos de avistamento de OVNIs em Tóquio e em algumas regiões dos EUA. Enquanto isso, a estagiária da NASA, Carolyn McAdams, que fez amizade com David, contata a família de David e os avisa sobre a sua fuga na nave espacial, como resultado, Dr. Faraday mantém os pais de David confinados em sua casa e Carolyn é enviada de volta para a instalação.
Quando a nave para em um posto de gasolina em Florida Keys, David liga para Jeff e pede que ele envie um sinal para localizar sua nova casa. Jeff dispara fogos de artifício no telhado e David e Max conseguem encontrar e chegar à casa, mas, são surpreendidos com a presença de diversos agentes da NASA que estavam aguardando a chegada deles pois conseguiram rastrear e monitorar toda a movimentação da nave. Temendo ser capturado e internado para sempre se permanecesse em 1986, Max entra na nave e foge, pedindo para que MAX o leve de volta para 1978. Max avisa que isso poderia vaporizar David, mas ele aceita o risco. Depois da viagem de volta no tempo, ele acorda no barranco, caminha para casa, e encontra tudo quando a deixou. Durante a celebração de 4 de julho, Jeff fica surpreso ao ver o Puckmaren na mochila de David, David diz para ele manter segredo enquanto Max voa para o espaço através dos fogos de artifício, escrevendo no céu "Até mais tarde, Navegador!".

## Elenco
- Joey Cramer como David Freeman
- Paul Reubens como Max (voz)
- Veronica Cartwright como Helen Freeman
- Cliff DeYoung como Bill Freeman
- Sarah Jessica Parker como Carolyn McAdams
- Matt Adler como Jeff (16 anos)
- Albie Whitaker como Jeff (8 anos)
- Howard Hesseman como Dr. Faraday
- Jonathan Sanger como Dr. Carr
- Iris Acker como Sra. Howard
- Richard Liberty como Sr. Howard
- Raymond Forchion como Detetive Banks
- Keri Rogers como Jennifer Bradley

## Produção
A nave espacial, Trimaxion Drone Ship foi renderizada em imagens geradas por computador (CGI) pela Omnibus Computer Animation, sob a supervisão de Jeff Kleiser, irmão do diretor Randal Kleiser.

## Trilha sonora
A trilha sonora do filme foi composta e interpretada por Alan Silvestri. É distinto dos outros trabalhos até então feitos pelo compositor, por ser inteiramente gerado eletronicamente, usando o Synclavier, um dos primeiros gravadores e samplers digitais.
1. Theme from "Flight of the Navigator"
2. "Main Title"
3. "The Ship Beckons"
4. "David in the Woods"
5. "Robot Romp"
6. "Transporting the Ship"
7. "Ship Drop"
8. "Have to Help a Friend"
9. "The Shadow Universe"
10. "Flight"
11. "Finale"
12. "Star Dancing"

## Recepção

### Resposta da crítica
O filme recebeu críticas principalmente positivas. Rotten Tomatoes classificou-o como uma nova classificação de 84% com base em 31 avaliações com o seguinte consenso: "Reforçado por efeitos especiais impressionantes e uma performance encantadora de sua jovem estrela, Flight of the Navigator se sustenta como um pouco de ficção científica solidamente divertida."
Kevin Thomas, do Los Angeles Times, disse que sua maior vantagem era "sua família americana totalmente crível e normal". O New York Times descreveu como "definitivamente um filme que a maioria das crianças podem desfrutar". O público o descreveu como "fora deste mundo e divertido". Empire deu-lhe 3/5 estrelas, dizendo que era "bem feito o suficiente para manter a família feliz, mas certamente não vai desafiá-los".  A Variety foi mais crítica, anunciando que "em vez de criar um panorama de abrir os olhos, Flight of the Navigator olha através da pequena extremidade de um telescópio". Dave Kehr deu 3 estrelas e descreveu como "uma nova alta para a Disney".
No Brasil, o crítico Rubens Ewald Filho deu-lhe 3/5 estrelas, dizendo que o filme "contém um roteiro que não é original e, aparentemente, é um apanhado das ideias de outros filmes como Contatos Imediatos de Terceiro Grau, E.T. - O Extraterrestre, D.A.R.Y.L., Explorers, entre outros".

### Prêmios e nomeações
- Academy of Science Fiction, Fantasy & Horror Films:

Melhor Diretor: Randal Kleiser (indicado)
Melhor Jovem Ator: Joey Cramer (indicado)
Melhor Filme de Ficção Científica (indicado)
- Young Artist Awards:

Longa-metragem excepcional (indicado)

## Remake
Em maio de 2009, o The Hollywood Reporter informou que a Disney estava preparando fazer um remake do filme. Brad Copeland estava escrevendo o roteiro e os sócios de Mandeville David Hoberman e Todd Lieberman seriam os produtores. Em novembro de 2012, a Disney contratou o diretor Colin Trevorrow e o roteirista/produtor Derek Connolly para reescrever o roteiro.
Em setembro de 2017, a Walt Disney Pictures anunciou que um reboot de Flight of the Navigator estaria em pré-produção com Joe Henderson que iria escrever o roteiro. Pouco depois do anúncio, em novembro do mesmo ano, Neill Blomkamp postou no Twitter que a Oats Studios começou a desenvolver um reboot como seu primeiro longa-metragem. No entanto, anos depois, nenhum remake do filme foi lançado. Um documentário de longa-metragem "Life After the Navigator" foi lançado em 2020, e traça o perfil da carreira do ator Joey Cramer, que interpretou o personagem central David Freeman no filme de 1986.
Em 2021, publicações nos sites Deadline e The Hollywood Reporter informaram que o projeto teria sua estreia no Disney+, e que a atriz Bryce Dallas Howard estava encarregada da direção e produção do reboot.